# Jaroslav Knittl
Jaroslav Knittl (27. dubna 1922, Vrchoviny – 3. června 1994, Nové Město nad Metují) byl český středoškolský pedagog, římskokatolický duchovní a vydavatel a organizátor společenského života. V roce 1991 inicioval obnovu Akademických týdnů v Novém Městě nad Metují.

## Život
Jaroslav Knittl se narodil ve Vrchovinách u Nového Města nad Metují jako druhý syn  Antonína Knitttla a jeho manželky Anny, rozené Suchánkové. Do školy začal chodit v rodných Vrchovinách (obecná škola 1925–1933). Absolvoval reálné gymnázium v Náchodě (maturita 1941). Poté studoval němčinu a angličtinu na jazykové škole v Praze. Ve školním roce 1942–1943 učil v Praze na učňovské škole. V letech 1943–1945 prošel totálním nasazením, když pracoval pro firmu Deutsche Lufthansa v Babí u Náchoda. Tehdy prodělal paratyfus.
Po druhé světové válce vystudoval učitelství s aprobací na filosofii a český jazyk na Filozofické fakultě Univerzity Karlovy (1945–1949). Studia ukončil obhájením práce o Masarykově pojetí ženy. Už během studií zi zároveň vyzkoušel redaktorskou práci v časopisu Dopisy. Zároveň spolu se svým bratrem vstoupil dne 12. června 1946 v tzv. Wolkrově vile na Svatém Kopečku u Olomouce do třetího řádu sv. Dominika.
Po vysoké škole působil jako středoškolský pedagog nejprve krátce v Ostravě I (1949–1950) a poté již v rodném kraji v Novém Hrádku (1950–1953), v Novém Městě nad Metují – Krčíně (1953–1956) a v Novém Městě nad Metují (1956–1958) a později na gymnáziu v Náchodě. Ze školství byl ovšem propuštěn. Proto v následujících letech pracoval v Novém Městě nad Metují nejprve jako pomocný dělník v Odbytovém sdružení papírenského průmyslu (Ospap) (1958–1963), a poté jako skladník ve Východočeských konzervárnách Fruta (1963–1968).
V roce 1968 začal studovat teologii litoměřickém kněžském semináři (Cyrilometodějskou teologickou fakultu) spolu s ním začal studovat jeden z jeho někdejších gymnaziálních studentů, Josef Rousek). Díky svému předchozímu vysokoškolskému vzdělání nastoupil rovnou do druhého ročníku. Fakultu ukončil v roce 1972 a byl vysvěcen na kněze kardinálem Tomáškem v pražské katedrále sv. Víta. V královéhradecké diecézi ovšem nedostal souhlas a místo v Ludgeřovicích u Ostravy odmítl kvůli nemocné matce, a asi jako vzdor vůči panujícímu režimu.
Byl pod stálým bedlivým dozorem StB, která mu znemožňovala například práci s mládeží. Nemohl působit v oficiální duchovní správě. Od listopadu 1972 do dubna 1982 pracoval jako dělník ve Stavostroji v Novém Městě nad Metují. Částečný souhlas získal v roce 1978 na péči o sestry dominikánky (kongregace blahoslavené Zdislavy) v Broumově. Ovšem pro rok 1983 mu byl souhlas opět odebrán a obnoven v prosinci stejného roku. Od té doby byl výpomocným duchovním v děkanství Nové Město nad Metují při kostele v Krčíně. Čas od času sloužil i v dalších novoměstských kostelích, v někdejším klášteře milosrdných bratří či v děkanském kostele Nejsvětější Trojice. V prosinci 1988 mu byl státní souhlas opět odebrán. Oficiálně mohl kněžsky působit až od prosince roku 1989.
Působil v samizdatu. Jako vydavatel takto připravil celkem na 400 knih (včetně objemných časopisů). Jednalo se o překlady cizojazyčných i domácích autorů. Přitom spolupracoval s velkým množstvím spolupracovníků doma i v zahraničí. Vydával samizdatový časopis Znamení doby, kterého vyšlo celkem 56 čísel. Dalších asi 60 titulů vydal ve svém nakladatelství Signum Unitatis po roce 1989.
V roce 1991 obnovil v Novém Městě nad Metují konání tzv. Akademických týdnů, které mají svou tradici již z meziválečného období. Ve školním roce 1990/91 učil na gymnáziu v Náchodě český jazyk a filosofii. Zemřel na rakovinu v roce 1994.
V roce 2022 mu bylo in memoriam uděleno čestné občanství města Nové Město nad Metují.